# Tyrone Savage
Tyrone Savage (nacido el 15 de mayo de 1985) es un actor de teatro, cine y televisión canadiense. Los créditos en televisión incluyen Con el Viento a mis Espaldas ,  Estrella Instantánea , Dresden y  Escalogríos. Los créditos de cine incluyen American Pie Presenta: La Casa Beta. Los créditos recientes de teatro incluyen Historia del Zoo por Edward Albee y  Romeo y Julieta.

## Filmografía

### Cine
| Año  | Título                              | Papel        | Notas     |
| ---- | ----------------------------------- | ------------ | --------- |
| 2000 | Aprendiendo a nadar                 | Niño         | Principal |
| 2007 | American Pie Presenta: La Casa Beta | Edgar Willis | Principal |

### Televisión
| Año       | Título                                    | Papel                          | Notas                              |
| --------- | ----------------------------------------- | ------------------------------ | ---------------------------------- |
| 1996-2001 | Con el Viento a mis Espaldas              | Bailey Fat                     | Plomo                              |
| 1998-1999 | Guerreros Míticos                         | Youing Aquiles                 |                                    |
| 1999-2001 | Redwall                                   | Matías                         | Principal                          |
| 2010-2011 | Bakugan: Invasores Gundalianos            | Linus Claude/Sein Pam          | Personajes Secundarios             |
| 2011-     | Bakugan: Surgimiento de Mechtanium arco 2 | Coredegon/Mechtavius Destroyer | Villano Principal                  |
| 2012      | Drama Total: la Venganza de la Isla       | Ligtning                       | Personaje Principal (13 capítulos) |
| 2012      | Skatoony                                  | Ligtning                       | Invitado (1 Episodio)              |
| 2013      | Drama Total Todos Estrellas               | Ligtning                       | Personaje Menor (2 capítulos)      |

### Videojuegos
| Año  | Título                   | Papel      | Notas |
| ---- | ------------------------ | ---------- | ----- |
| 2018 | Assassin's Creed Odyssey | Alcibíades |       |
| 2020 | Immortals Fenyx Rising   | Fenyx      |       |